# Mike Buncic
Michael Buncic, detto Mike (Paterson, 25 luglio 1962), è un ex discobolo statunitense.
In carriera è stato finalista alle Olimpiadi di Seul 1988.

## Palmarès
| Anno | Manifestazione | Sede       | Evento           | Risultato | Misura  | Note |
| ---- | -------------- | ---------- | ---------------- | --------- | ------- | ---- |
| 1988 | Olimpiadi      | Seul       | Lancio del disco | 10º       | 62,46 m |      |
| 1991 | Mondiali       | Tokyo      | Lancio del disco | 5º        | 64,20 m |      |
| 1992 | Olimpiadi      | Barcellona | Lancio del disco | 18º       | 59,12 m |      |
| 1993 | Mondiali       | Stoccarda  | Lancio del disco | 8º        | 61,06 m |      |
| 1995 | Mondiali       | Göteborg   | Lancio del disco | 11º       | 60,24 m |      |